# Vaira Vīķe-Freiberga

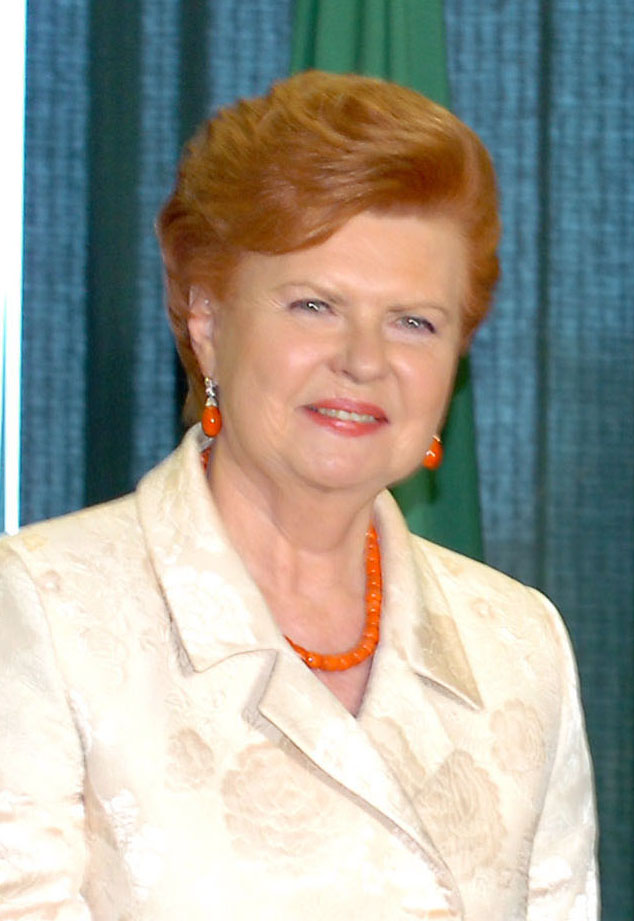
Vaira Vīķe-Freiberga in 2007.

Vaira Vīķe-Freiberga (Riga, 1 december 1937) was de eerste vrouwelijke president van Letland. Zij regeerde Letland van 1999 tot 8 juli 2007, waarna ze werd opgevolgd door Valdis Zatlers.
Vīķe-Freiberga verliet in 1945 Letland samen met haar ouders. Via verschillende landen zijn zij in Canada terechtgekomen. Vaira studeerde psychologie aan de Universiteit van Toronto en is daarna als hoogleraar in de psychologie werkzaam geweest bij de Universiteit van Montréal van 1965 tot 1998.
In 1998 keerde Vaira Vīķe-Freiberga terug naar Letland. Daar leidde ze het Instituut voor Letland, een organisatie die Letland moet promoten in het buitenland. Een jaar later, in 1999, werd zij verkozen tot president van Letland als opvolgster van Guntis Ulmanis. Eigenlijk was zij geen kandidaat, maar het Letse parlement was het niet gelukt om in de eerste ronde een president te kiezen. Vīķe-Freiberga werd gekozen als compromis-kandidaat, omdat zij geen lid was van een van de politieke partijen in het parlement.
Vīķe-Freiberga is een zeer gerespecteerd persoon; dit blijkt ook uit de populariteit die zij geniet onder de Letse bevolking: 70% tot 85% steunt haar. Vaira Vīķe-Freiberga is het meest actief in de buitenlandse politiek. Zo heeft ze er mede voor gezorgd dat Letland lid werd van de NAVO en de Europese Unie (2004).
Vīķe-Freiberga werd wel genoemd als mogelijk toekomstig secretaris-generaal van de Verenigde Naties. Ondanks aandringen van vrouwenorganisaties in de VS om een vrouwelijke secretaris-generaal was de kans op Vīķe-Freiberga als opvolger van Kofi Annan niet groot, omdat volgens ongeschreven VN-regels Azië aan de beurt was om de volgende secretaris-generaal te leveren. Op 14 december 2006 is de Zuid-Koreaan Ban Ki-Moon secretaris-generaal van de Verenigde Naties geworden.
- Bibsys: 3054804
- Bibliothèque nationale de France: cb15039739m (data)
- Catàleg d'autoritats de noms i títols de Catalunya: 981060175610506706
- Gemeinsame Normdatei: 124140041
- International Standard Name Identifier: 0000 0001 1479 3783
- Library of Congress Control Number: nr90010703
- Nationale Bibliotheek van Letland: 000014549
- Nationale Bibliotheek van Tsjechië: jn20031103003
- Nationale bibliotheek van Australië: 35812010
- Nationale Bibliotheek van Israël: 987011342352805171
- Nationale Bibliotheek van Polen: a0000003717566
- Nederlandse Thesaurus van Auteursnamen: 155250779
- Parlement.com: via8nhy2x0pn
- LIBRIS: 329931
- Système universitaire de documentation: 098585754
- Trove: 1098745
- Virtual International Authority File: 105874260
- WorldCat: E39PBJpjjgQ9mG4XxrRMVx3qQq